# Prosselsheim
Prosselsheim ist eine Gemeinde im unterfränkischen Landkreis Würzburg und ein Mitglied der Verwaltungsgemeinschaft Estenfeld.

## Geographie

### Geographische Lage
Prosselsheim liegt in der Region Würzburg östlich des Mains auf der fruchtbaren Gäuhochfläche des Maindreiecks und rund 16 Kilometer nordöstlich von Würzburg. Die beiden Gemeindeteile Prosselsheim und Püssensheim liegen im Tal des Dettelbachs, der dem Main zustrebt.

### Gemeindegliederung
Die Gemeinde hat vier Gemeindeteile (in Klammern der Siedlungstyp):
- Seligenstadt (Gut)
- Prosselsheim (Pfarrdorf)
- Püssensheim (Kirchdorf)
- Seligenstadt bei Würzburg (Dorf)

Es gibt die Gemarkungen Prosselsheim, Püssensheim und Seligenstadt.

## Geschichte

### Bis zur Gemeindegründung
Siedlungsspuren gibt es schon von den Linearbandkeramikern (4500 v. Chr.) aus der Jungsteinzeit. Prosselsheim wurde im Jahr 752 erstmals urkundlich erwähnt. Das ehemalige Oberamt des Hochstiftes Würzburg, zu dem es seit 903 gehörte, war ab 1500 Teil des Fränkischen Reichskreises. Als am 13. Oktober 1631 Soldaten des Schwedenkönigs Gustav II. Adolf die um Unterpleichfeld gelegenen Dörfer plünderten, flohen die Einwohner von Prosselsheim nach Dettelbach. Vom 1. bis 7. September 1796 fand bei Prosselsheim ein Scharmützel zwischen österreichischen und französischen Truppen statt, bei dem die französischen Kräfte sechs Beobachtungsballons einsetzten, die allesamt abgeschossen wurden. Das Oberamt Prosselsheim wurde nach der Säkularisation 1803 zugunsten Bayerns 1805 Erzherzog Ferdinand III. von Toskana zur Bildung des Großherzogtums Würzburg überlassen und fiel mit diesem 1814 endgültig an Bayern. Im Jahr 1818 entstand die politische Gemeinde.

### Eingemeindungen
Prosselsheim gehörte zum Landkreis Kitzingen. Am 1. Juli 1971 wurde die Gemeinde Püssensheim eingegliedert. Im Zuge der Kreisgebietsreform kam die Gemeinde am 1. Juli 1972 zum Landkreis Würzburg.

### Einwohnerentwicklung
| Einwohner | Einwohner | Einwohner | Einwohner | Einwohner |
| --------- | --------- | --------- | --------- | --------- |
| Jahr      |           |           |           |           |
| 1961      | 1961      |           | 1.193     | 1.193     |
| 1970      | 1970      |           | 1.130     | 1.130     |
| 1987      | 1987      |           | 989       | 989       |
| 1991      | 1991      |           | 1.068     | 1.068     |
| 1995      | 1995      |           | 1.122     | 1.122     |
| 2000      | 2000      |           | 1.189     | 1.189     |
| 2005      | 2005      |           | 1.193     | 1.193     |
| 2010      | 2010      |           | 1.188     | 1.188     |
| 2015      | 2015      |           | 1.182     | 1.182     |
|           |           |           |           |           |

Im Jahre 2006 gab es bei 1218 Einwohnern 21 Geburten. Damit war die Geburtenrate mit über 17,2 Geburten pro 1000 Einwohner (nach Lohkirchen) die zweithöchste in Bayern.
Im Zeitraum 1988 bis 2018 stieg die Einwohnerzahl von 1006 auf 1180 um 174 Einwohner bzw. um 17,3 %. 2006 hatte die Gemeinde 1218 Einwohner.
Quelle: BayLfStat

## Politik

### Bürgermeisterin
Ehrenamtliche Bürgermeisterin ist seit 1. Mai 2014 Birgit Börger (CSU). Sie wurde am 15. März 2020 bei einer Wahlbeteiligung von 69,5 % mit 91,0 % der Stimmen wieder gewählt. Die weiteren Bürgermeister sind seit Mai 2020 Rainer Landauer und Bernhard Friedrich.
Ihre Amtsvorgänger waren:
- Norbert Eberth (* 1938, Bürgermeister 1996–2014)
- Helmut Eichelbrönner (1934–2021, Bürgermeister 1978–1996)

### Gemeinderat
Bei der Gemeinderatswahl am 15. März 2020 ergab sich folgende Sitzverteilung:
- CSU / Bürgerblock Prosselsheim: 4 Sitze (4313 Stimmen)
- Freie Wählergruppe Prosselsheim: 3 Sitze (3791 Stimmen)
- Bürgerblock Püssensheim: 3 Sitze (3481 Stimmen)
- Soziale Wählergemeinschaft Seligenstadt: 2 Sitze (1982 Stimmen)

Von 928 Wahlberechtigten haben 645 ihre Stimme abgegeben (Wahlbeteiligung 69,5 %).

### Wappen
Die Beschreibung des 1969 eingeführten Gemeindewappens lautet: „In Silber ein schräg liegendes rotes Messer, darunter rechts ein blaues Schildchen mit silbernem Schrägbalken, der mit drei blauen Ringen belegt ist.“

## Sehenswürdigkeiten
- Kirche St. Bartholomäus, erbaut 1614, mit einem sogenannten Julius-Echter-Turm; die Kirche wurde im 18. Jahrhundert barockisiert.
- Amtskellerei, 1753 geplant von Balthasar Neumann
- Kulturweg Prosselsheim, der zu besonderen Orten mit historischem oder lokalkulturellem Wert führt

## Wirtschaft und Infrastruktur

### Wirtschaft einschließlich Land- und Forstwirtschaft
Im Jahr 2017 erzielte die Gemeinde insgesamt 948.000 Euro Steuereinnahmen. Davon war 151.000 Euro Netto-Gewerbesteuereinnahmen und 659.000 Euro Gemeindeanteil an der Einkommensteuer.
2017 gab es in der Gemeinde 29 sozialversicherungspflichtige Arbeitsplätze. Von der Wohnbevölkerung standen 522 Personen in einem versicherungspflichtigen Beschäftigungsverhältnis. Damit war die Zahl der Auspendler um 493 Personen größer als die der Einpendler. 8 Einwohner waren arbeitslos. 2016 gab es 21 landwirtschaftliche Betriebe.
In Seligenstadt existiert das vom Juliusspital Würzburg betriebene größte Gut Bayerns mit ca. 600 Hektar Fläche. Eine Zweigstelle der Raiffeisenbank Volkacher Mainschleife - Wiesentheid besteht im Ort, wo Friedrich Wilhelm Raiffeisen bereits 1880 die unterfränkischen Bauern über die Vorteile von Genossenschaften und die Gründungsmöglichkeit von Darlehenskassenvereinen informiert hatte.

### Verkehr
Prosselsheim liegt am Schnittpunkt der Staatsstraßen 2260 und 2270. Der Bahnhof Seligenstadt (bei Würzburg) liegt an der Bahnstrecke Bamberg–Rottendorf, der Bahnhof Prosselsheim an einer Nebenbahn, der Mainschleifenbahn.
Der letzte reguläre Halt eines Bundesbahnzuges erfolgte am 28. September 1968. Bis 1991 erfolgte nur noch Güterverkehr und gelegentliche Durchfahrten von Sonderzügen. Seit 2008 betreibt die Mainschleifenbahn wieder einen touristischen Sonderverkehr, wobei im Bahnhof Prosselsheim der Betriebshof untergebracht ist.

### Freizeit und Sport
Wichtigster Verein ist der Turn- und Sportverein Prosselsheim e. V mit über 500 Mitgliedern und vielfältigen sportlichen (Fußball, Tischtennis, Gymnastik, Breitensport) und gesellschaftlichen Angeboten. Daneben gibt es noch einen TSV Seligenstadt, zwei Feuerwehrvereine in Prosselsheim und Püssensheim sowie einen Musikverein Püssensheim.

### Bildung
2018 gab es folgende Einrichtungen:
- 1 Kindertageseinrichtung mit 47 Plätzen und 42 Kindern

## Persönlichkeiten

### In Prosselsheim geboren
- Anton Daug (1790–1839), Architekt und Maler[14]

### Persönlichkeiten, die im Ort gewirkt haben
- Leonhard Blass, Landwirt und Abgeordneter im bayerischen Landtag
- Eulogius Böhler (1861–1943), Kirchenmaler und Restaurator, fertigte 1912 das Deckengemälde „Martyrium des hl. Bartholomäus“ in der örtlichen Pfarrkirche an